# Kitesurf Cup Sylt
Der Kitesurf Cup Sylt ist ein internationaler Kitesurf-Wettbewerb auf der Nordseeinsel Sylt.

## Geschichte
Der Kitesurf Cup Sylt hat seine Wurzeln in der Kitesurf-Trophy, die 2003 und 2004 zum ersten Mal stattfand. Nach der Einordnung des Kitesurfens in die Kategorie Segelsport war aus luftfahrtrechtlichen Aspekten heraus der Weg frei, auch am Brandenburger Strand vor Westerland Kitesurfwettbewerbe stattfinden zu lassen. In den Jahren bis 2008 war das Event noch Teil der Deutschen Meisterschaftsserie Kitesurf-Trophy; 2009 holte die Veranstaltung zum ersten Mal die KPWT Kitesurf World Tour nach Deutschland. 2011 war das Event dann Austragungsort der Slalom-Weltmeisterschaft der 2008 gegründeten Klassenvereinigung International Kiteboarding Association IKA. Es folgten die Jahre als Lauf zur Europameisterschaft in der Disziplin Freestyle, begleitet von Weltranglistenläufen in der Disziplin Racing. Mit der zunehmenden Ausdifferenzierung der Sportart entschlossen sich die Veranstalter nach den Erfahrungen des Surfworldcups Podersdorf dazu, sich einer Global Team Challenge anzuschließen. Dabei treten Dreierteams um ein Preisgeld von 10.000 Euro an, das ausschließlich an das erstplatzierte Team geht.